# Diplazon ruwenzoriensis
Diplazon ruwenzoriensis là một loài tò vò trong họ Ichneumonidae.